# Pește păun
Peștele păun (Coris julis) este un pește marin perciform din familia labridelor, de pe coastele de est a Oceanului Atlantic, regiunea litorală a Mării Mediterane și sudul Mării Negre, destul de rar semnalat pe coastele românești.
Are o taliw obișnuită de 10–20 cm, cel mult 25 cm. Corpul este alungit și comprimat lateral, acoperit cu solzi cicloizi mărunți. Capul este lipsit de solzi. Botul este alungit, cu gura terminală, mică, prevăzută cu buze subțiri și cu dinți neegali, dispuși pe două rânduri, unii dintre ei având forma de canini. Înotătoarea dorsală cu 9 (excepțional 8) spini și 11-12 raze moi, prezintă o excavație în regiunea anterioară. Înotătoarea anală este alungită și așezată aproximativ sub jumătatea înotătoarei dorsale. Linia laterală numără 73-80 de solzi.
Coloritul corpului este extrem de viu: spatele este albastru-verzui; pe flancuri, mai aproape de spate, se găsește o dungă largă, portocalie, uneori în zigzag. Flancurile sunt argintii, cu dungi longitudinale violete. Pe opercul se află o pată albastră; la baza pectoralei - una neagră, iar pe dorsală, între razele anterioare 2-5, se observă o pată violetă sau neagră.
Se hrănesc cu diferite nevertebrate: gasteropode mici, arici de mare (echinide), viermi, crustacee. Depun icre pelagice, în aprilie-august. Are importanță economică fiind pescuit artizanal și sportiv și este comercializat în stare proaspătă.
Pe litoralul românesc al Mării Negre se întâlnește foarte rar.

## Legături externe

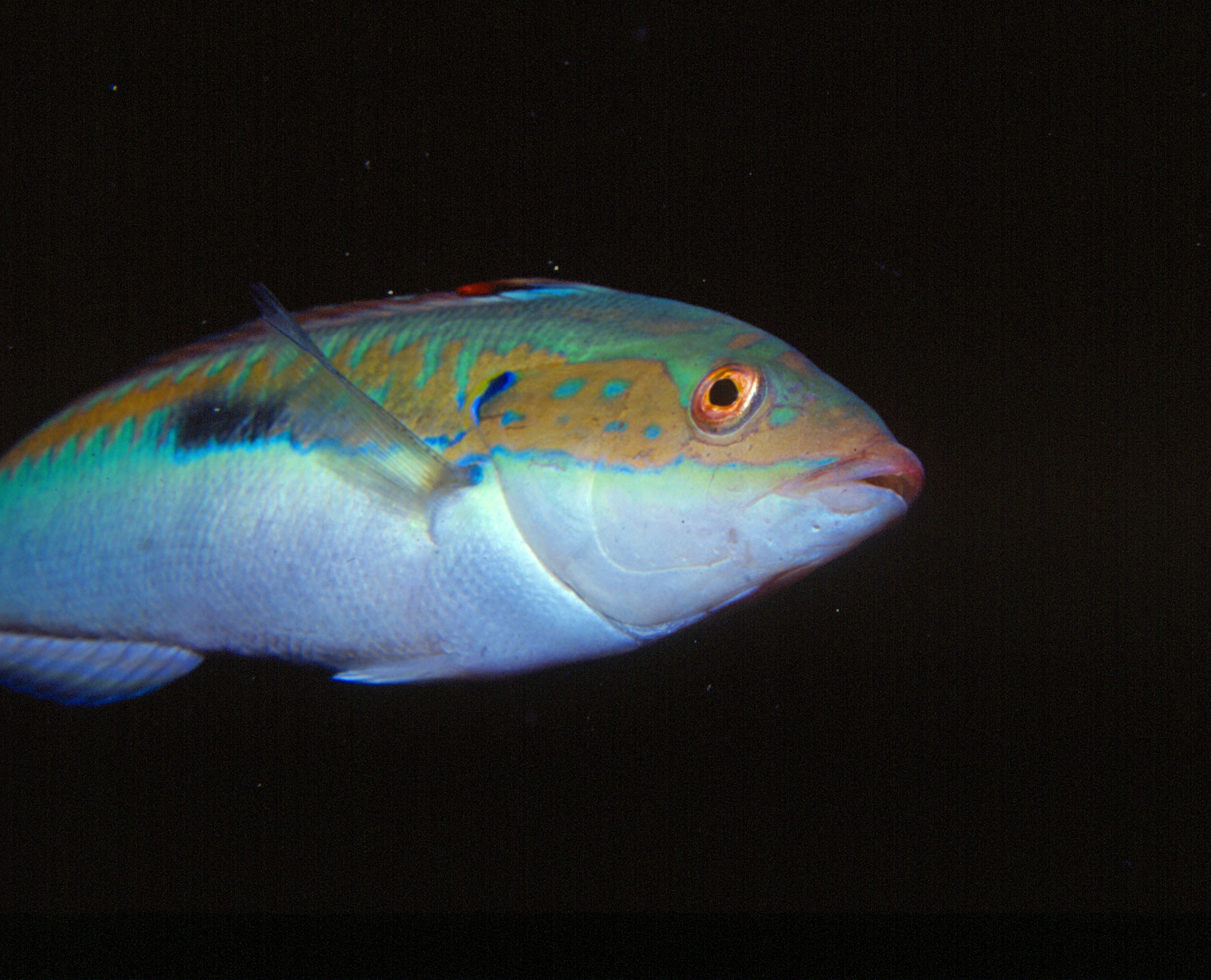